# Thargella
Thargella is een geslacht van vlinders van de familie dikkopjes (Hesperiidae), uit de onderfamilie Hesperiinae.

## Soorten
- T. caura (Plötz, 1882)
- T. evansi Biezanko & Mielke, 1973